# Barbara Gertrude Yates
Barbara Gertrude Yates (Dublin, janeiro de 1919 - 1998) foi uma matemática irlandesa, que parece ter sido a primeira mulher nascida e criada na Irlanda a obter um doutorado em matemática pura.

## Formação e carreira
Nasceu em janeiro de 1919 em Dublin, em uma família com tradição de excelência em matemática no Trinity College (Dublin). Seu pai James Yates (1869-1929), nascido em Offaly, foi pesquisador de matemática em Trinity antes de sua formatura em 1891, e foi inspetor escolar em várias partes da Irlanda até 1922, quando toda a família se mudou para Belfast após a divisão de Irlanda. Seus irmãos mais velhos Henry George Yates (1908-1954) e James Garrett Yates (1917-1957) também foram alunos pesquisadores de matemática em Trinity, em 1927 e 1936, respectivamente. Ela mesma recebeu essa distinção em 1940, graduando-se em matemática em 1941.
Foi membro do corpo docente da Queen's University de Belfast em 1942-1945, e depois na Universidade de Aberdeen em 1945-1948, após o que ela se mudou para o Royal Holloway, onde lecionou até sua aposentadoria aos 65 anos de idade. Em 1952 completou um doutorado, concedido no ano seguinte pela Universidade de Aberdeen, com a tese "A difference-differential equation". Se orientador foi Edward Wright.